# Glacier des Grands Montets
Pour les articles homonymes, voir Grands Montets.
Le glacier des Grands Montets est un glacier de France situé dans le massif du Mont-Blanc, sur la commune de Chamonix-Mont-Blanc.
Le glacier naît sur l'ubac de la Petite Aiguille Verte, au-dessus de l'aiguille des Grands Montets, à environ 3 500 mètres d'altitude, et se dirige vers le nord-ouest. Il est entouré par le glacier de la Pendant au nord-est, le glacier de Lognan au nord, le glacier des Rognons au nord-est, le glacier de la Verte au sud-est et le glacier du Nant Blanc au sud.

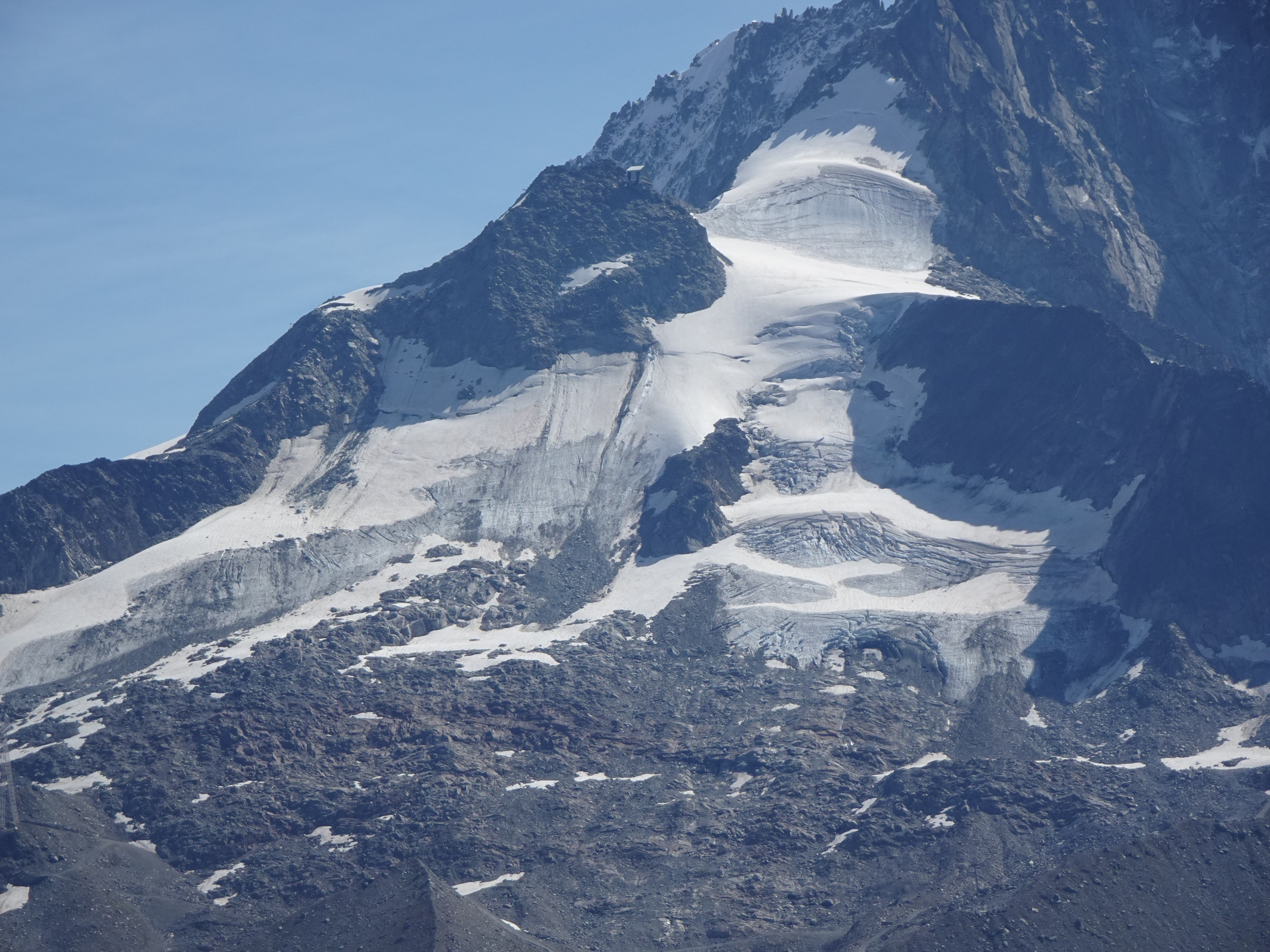
Vue depuis les lacs des Chéserys au nord-ouest du glacier des Grands Montets en arrière de l'aiguille du même nom dominant les glaciers de Lognan (sur la gauche) et de la Pendant (sur la droite).